# Le National-socialisme et l'Antiquité
Le National-socialisme et l'Antiquité est un ouvrage de Johann Chapoutot, historien spécialiste d'histoire contemporaine et du nazisme. L'ouvrage est tiré de sa thèse d'histoire, rédigée à Paris 1 Panthéon-Sorbonne sous la direction de Robert Frank et d'Étienne François, et soutenue en 2006.
Il décrit l’utilisation de l'Antiquité grecque et romaine par le régime nazi à des fins de propagande. Le livre est très bien reçu auprès des historiens français mais il reçoit un accueil plus contrasté chez les historiens germanophones.

## Accueil de l'ouvrage

### Critiques positives
Maurice Sartre, historien spécialiste d'histoire ancienne parle de « somme magistrale » qui retrace la « place de premier plan » que l'Antiquité grecque et romaine tenait dans l'imaginaire national-socialiste. Selon lui « Johann Chapoutot explore tous les aspects de l'instrumentalisation nazie d'une Antiquité fantasmée, reconstruite selon des critères raciaux » et utilise « l'heureuse formule » des « pilleurs d'histoire » des nazis qui « n'hésitèrent pas à travestir les réalités les mieux établies, déchiquetant l'histoire d'une civilisation prise en otage »
. 
La latiniste et spécialiste de la romanité Claude Aziza le salue même comme « un livre appelé à devenir un classique » où Johann Chapoutot « réussit avec talent » à innover en montrant que « le régime est parvenu à démontrer, au prix de contorsions historiques que l’auteur rapporte avec une cruelle précision, que Grecs et Romains venaient du Nord, en compagnie des Germains. Et que leur installation plus au sud participait d’un naturel mouvement migratoire ». Pour Aziza « Rien ne semblait prédisposer ce maître de conférences en histoire contemporaine à l’université de Grenoble à s’intéresser à l’Antiquité, sinon un étonnement devant les affirmations d’un Rosenberg - « Les Grecs étaient un peuple du Nord » - ou celles d’un Hitler pour qui il existait une « unité de race » entre Grecs, Romains et Germains ». 
Perrine Simon-Nahum, spécialiste d'histoire contemporaine et sur le judaïsme, dit à propos de l'ouvrage que « bien plus qu’une étude sur la place de l’Antiquité dans la représentation du régime nazi, c’est en effet une réflexion sur le pouvoir de l’histoire que propose ici Chapoutot et qui constitue la part sans doute la plus captivante et la plus novatrice de son travail ». Pour elle « dans un travail érudit et captivant, Johann Chapoutot montre que le Reich ne se contente pas de revisiter l’histoire antique : il est conduit par elle. » En effet « en se réincarnant en Léonidas à la tête de ses armées, le Führer reprend non seulement possession du sol grec mais se vit en réincarnation du héros grec face à son destin. À l’image des héros antiques dont le kléos assurait le passage à la postérité, il semble accepter très tôt la possibilité d’une défaite. » Elle en conclut que « dans un ultime retournement, la référence à l’Antiquité renvoie donc le Reich non plus aux soubresauts de la vie mais à la certitude de la mort. ». 
L'historienne Marilyne Dewavrin-Farry voit dans l'étude de Chapoutot « un ouvrage novateur » où « Johann chapoutot veut   rompre avec une tradition historiographique qui a été frileuse à associer national-socialisme et Antiquité alors que l’Antiquité a pourtant été omniprésente dans la pensée et les actes du national-socialisme: discours, enseignement, art, architecture (...) » et qui parvient à son but, celui de « faire comprendre comment les nazis ont réinventé l’Antiquité et s’en sont servi pour ancrer leur idéologie dans l’histoire. » et « montre avec minutie  combien  la  manipulation  est au  cœur du  projet totalitaire. L’histoire est subordonnée au national-socialisme ainsi que l’écrivait Hitler dans Mein Kampf » Thierry Feral, germaniste spécialiste du nazisme est également séduit par un ouvrage qui, d'après lui, est « très convaincant par son propos adossé à une documentation irréfutable exhumée des archives » et « comble une lacune dans la recherche sur le national-socialisme et ne peut qu’emporter l’adhésion ». Il met néanmoins en garde: « pour un lectorat
mal ou non initié  induit   le   risque — indépendamment de l’intention de notre chercheur et comme pour tout « livre fort
» — une survalorisation de l’antiquité grecque et latine dans l’idéologie nationale-socialiste alors qu’elle n’en a constitué qu’un des aspects. ».

### Critiques négatives
Chez les historiens germanophones, le livre reçoit un accueil plus contrasté.
Pour Matthias Willing, la monographie de Chapoutot mérite une « haute estime » du fait de la multiplicité des perspectives montrant la mobilisation totalitaire de l'antiquité par le régime hitlérien. 
L'historien suisse, spécialiste de l'Antiquité, Beat Näf (de) salue « un livre passionnant sur la relation entre le nazisme et l'antiquité. ».
Uwe Walter (de) est plus sévère pour l'ouvrage. S'il reconnaît que les experts y trouveront divers enseignements, citations et liaisons transversales éclairantes, « le livre ne peut pas vraiment satisfaire », des recherches importantes ne sont pas prises en compte. L'auteur juxtapose, selon lui, des textes d'Hitler et d'autres sommités nazis avec des manuels et des tracts de propagande les uns à côté des autres  suggérant un haut degré d'homogénéité, démentie immédiatement par les références montrant de nombreux courants concurrents. Mais, pour Walter, il manque essentiellement à Chapoutot l'intérêt que portait Volker Losemann (de) dans sa thèse pionnière intitulée Nationalsozialismus und Antike (1977) au cadre institutionnel et à ses développements. Il lui manque également une connaissance approfondie des auteurs cités. Si, selon Walter, il est possible d'excuser un certain nombre d'erreurs de détails, de noms mal orthographiés, des erreurs de dates ou des traductions erronées, il l'est moins de placer sur le même plan une édition spéciale du chapitre de l´Histoire romaine de Mommsen sur l'antiquité juive avec des tracts de propagande nazis,, en dépit du fait que l'éditeur comme la maison d'édition de cet ouvrage étaient juifs, laissant penser que Chapoutot n'a jamais tenu le livre dans sa main. Walter conclut qu'en dépit de toute sa richesse - « méthodiquement et techniquement le livre est plutôt un pas en arrière ».
Martina Pesditschek, spécialiste de l'histoire des sciences et du national-socialisme trouve des défauts importants à l'ouvrage. Elle exprime plusieurs critiques sur les connaissances réelles de Johann Chapoutot en matière d'historiographie parue en langue allemande sur le sujet et sur son utilisation des sources. Celui-ci présente un Hitler qui serait un antisémite enragé lors de son époque viennoise, « mais une telle croyance depuis longtemps ne correspond plus à l'état actuel de la recherche. » Pour ces raisons, les informations que livre Chapoutot sur Hitler « doivent donc, en principe, rester sous le soupçon général de manque de fiabilité et d'incomplétude. » Elle remarque que Chapoutot, pour ce qui est de sa connaissance dans le domaine des études classiques ne maîtrise probablement même pas l'alphabet grec, ce qui induit un nombre important d'erreurs de sens qui se trouvent déjà dans l'original français. Elle regrette qu'il ne soit probablement pas assez clair pour la plupart des lecteurs que les citations de l'ouvrage ne sont que dans une minorité de cas, le fait d'auteurs qui ont travaillé en tant que professeurs dans une université allemande, la part du lion de celles-ci retombant à Hans F. K. Günther dont la présentation contient pour partie des « inexactitudes grossières » et au natif de Linz Fritz Schachermeyr dont il méconnaît la place réelle dans l'université allemande. De toutes les disciplines scientifiques, c'est la linguistique indo-européenne qui se trouve au centre des attaques de Chapoutot, linguistique indo-européenne qui aurait formé en Allemagne « une pseudoscience » alors que les fondements de cette science se sont formés très différemment du cadre idéologique qu'il lui prête, comme l'illustre un Felix Solmsen (de). Pour Pesditschek, Chapoutot soulève ainsi de graves accusations sans s'être vraiment informé du contenu réel de l'enseignement de ces domaines à cette époque. Elle estime de même « obscène » la présentation que fait Chapoutot d'une « fusion totale de la linguistique et des études raciales », avec pour seule preuve la tenue d'un séminaire sur "La relation entre la race et la langue" à l'Université de Kiel dans le semestre d'été 1935. Pesditschek récuse l'histoire des idées en Allemagne, telle que la présente Chapoutot d'une manière générale et en particulier ses affirmations concernant la genèse et le cheminement des recherches traitant du foyer originel des Indo-Européens. Elle conclut en affirmant qu'« une telle incompétence et négligence à l'égard de l'objet du national-socialisme », ne peut que faire le jeu que des apologistes de la période.
Un jugement négatif que partage Stefan Rebenich (de). L'historien suisse, spécialiste de l'Antiquité, fait observer que contrairement à ce qu'avance le texte de présentation, le propos du livre était déjà connu dans ses grands traits comme dans maints de ses détails. Il ajoute que « la joie des découvertes supposées aurait passé à l'auteur s'il avait été plus familier avec la littérature savante. Il n'aurait peut-être pas appliqué un aussi large pinceau ». Il aurait alors pu distinguer de manière plus précise les discours scientifiques et les non-scientifiques. Selon Rebenich, la vision unilatérale de Chapoutot ne lui permet pas de détecter de manière adéquate les continuités et les discontinuités dans la perception allemande de l'antiquité. Ainsi, la glorification de l'héroïsme spartiate est évoquée en quelques pages par des jugements expéditifs sans mentionner l'étude de référence d'Anuschka Albertz que Chapoutot semble également ignorer.